# کنشیان
کنشیان (به انگلیسی: Kanshian) یک روستا در پاکستان است که در ناحیه مانسهره واقع شده‌است. کنشیان ۵٬۰۰۰ نفر جمعیت دارد و ۱٬۹۵۲ متر بالاتر از سطح دریا واقع شده‌است.